# Footbag

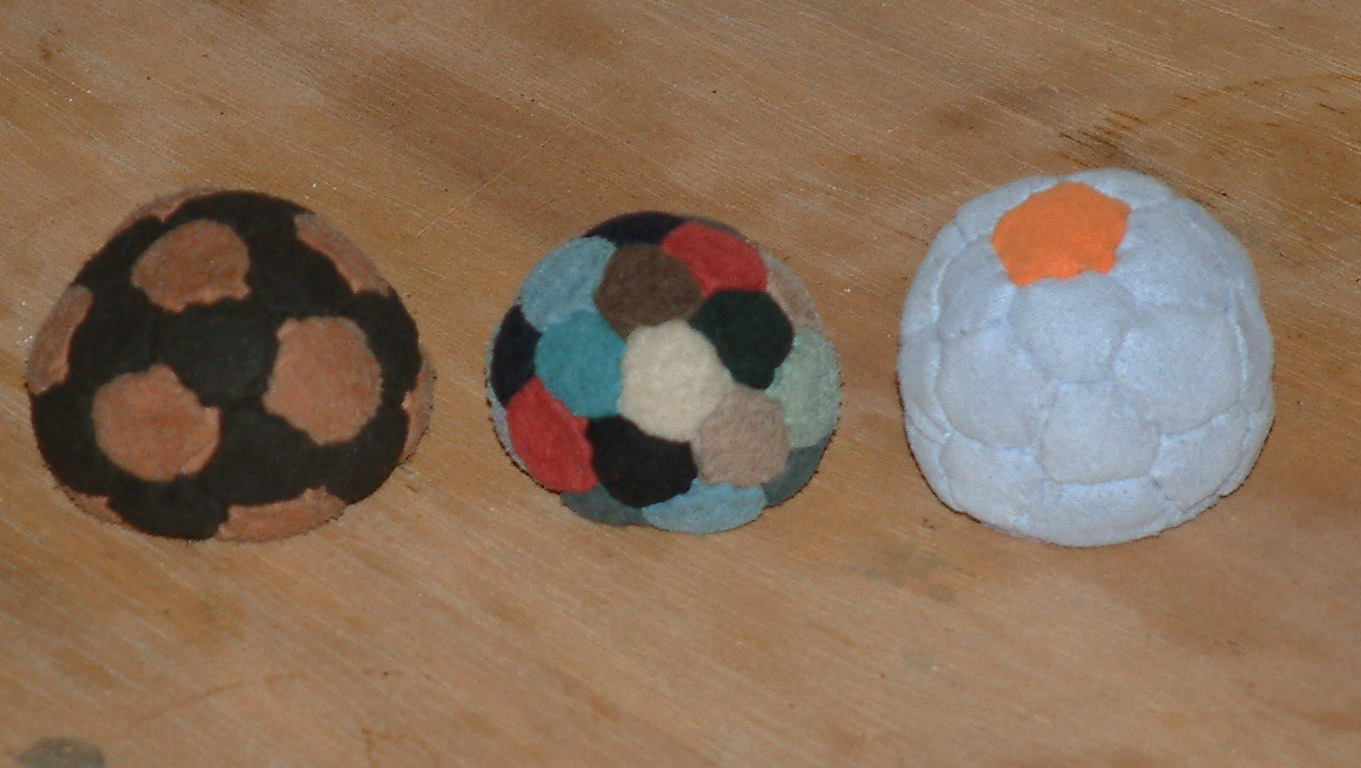
Handgenähte 32-Panel-Freestyle-Footbags

Footbag ist ein Sport, bei dem ein kleines mit Granulat oder Sand gefülltes Stoffsäckchen allein oder zu mehreren mit Beinen und Füßen gespielt wird. 

## Die Geschichte des Footbag
Vor etwa 4000 Jahren wurden in Asien erste Formen des heutigen Footbag gespielt. Es ging darum, den Ball mit den Beinen, den Schultern und dem Kopf in der Luft zu halten. Von den Maya sind ebenfalls vergleichbare Ballspiele bekannt. Die heutige Disziplin Netz wurde bereits von den Chinesen und Japanern (hier als Kemari bekannt) gespielt. Dies hatte sich aus Kampfsportübungen der Asiaten, bei welchen der Ball als Kopf des Gegners gesehen und getroffen werden musste, entwickelt.
Footbag an sich wurde in den 1970er Jahren von den US-Amerikanern John Stalberger und Mike Marshall als Zeitvertreib erfunden. Stalberger hatte zuvor eine Knieoperation und suchte nach einer einfachen Trainingsmöglichkeit. Es ging lediglich darum, den Ball (damals noch eine mit Reis gefüllte, zusammengenähte Socke) so lange wie möglich, ob alleine, zu zweit oder in der Gruppe, nur mit den Füßen in der Luft zu halten. Das Spiel nannten sie Hack the Sack. Mitte der 1970er Jahre folgte der internationale Durchbruch im Spiel- und Sportmarkt. Mit der ersten großen Footbag-Europameisterschaft 1999 in Berlin entwickelte sich eine eigene Szene in Europa. Zunehmend wurden Vereine gegründet und jährlich stattfindende nationale und internationale Turniere ausgetragen.
Die größten derzeitigen Turniere (Stand 2008) in Europa sind neben der Europameisterschaft (IFPA European Footbag Championships) die German Footbag Open (Deutschland), der ToDexOn (Tschechien), French Footbag Open (Frankreich) und der Bembel Cup (Deutschland, Frankfurt).
Seit 1984 gibt es die jährlichen IFPA Footbag World Championships, bei denen die besten Footbagger in mehreren Disziplinen gegeneinander antreten.
1999 wurde die Non-Profit-Organisation planetfootbag gegründet, mit dem Ziel den Footbagsport nachhaltig zu fördern.

## Der Spielball

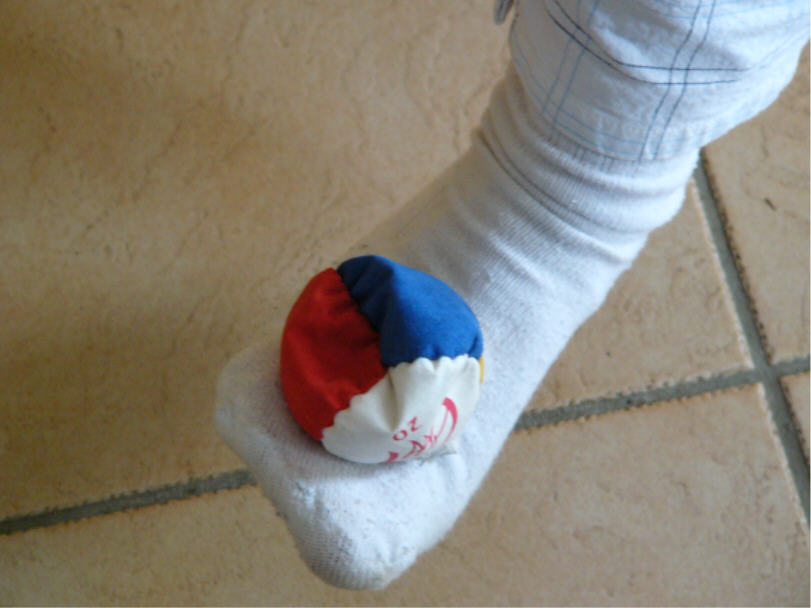
Footbag auf Fuß

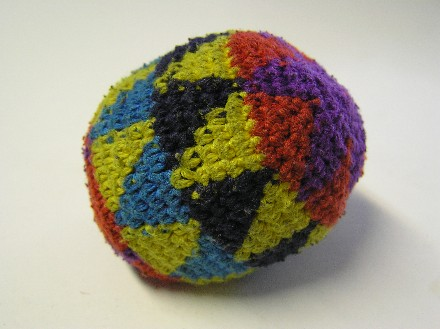
Hacky-Sack

Der Ball, nach dem Markennamen der amerikanischen Firma Wham-O oft auch Hacky-Sack genannt, hat laut IFPA-Vorgabe (International Footbag Players’ Association) einen Durchmesser von 1–2,5 Inch (etwa 2,5–6,3 cm) und ist aus einigen Teilen (panels) (z. B. aus Leder, Leinen, oder Kunststoff) zusammengenäht. Durch Art und Menge der Füllung lassen sich Bälle für verschiedene Zwecke anpassen: Das Gewicht liegt zwischen zwanzig und siebzig Gramm, durch das Volumen der Füllung lässt sich einstellen, wie stramm der Ball gefüllt ist. Für das Spiel am Netz wird ein prall gefüllter Ball (bis zu 6 cm Durchmesser) verwendet, für andere Disziplinen werden weniger stark gefüllte Säckchen bevorzugt.

## Die Disziplinen

### Footbag Netz

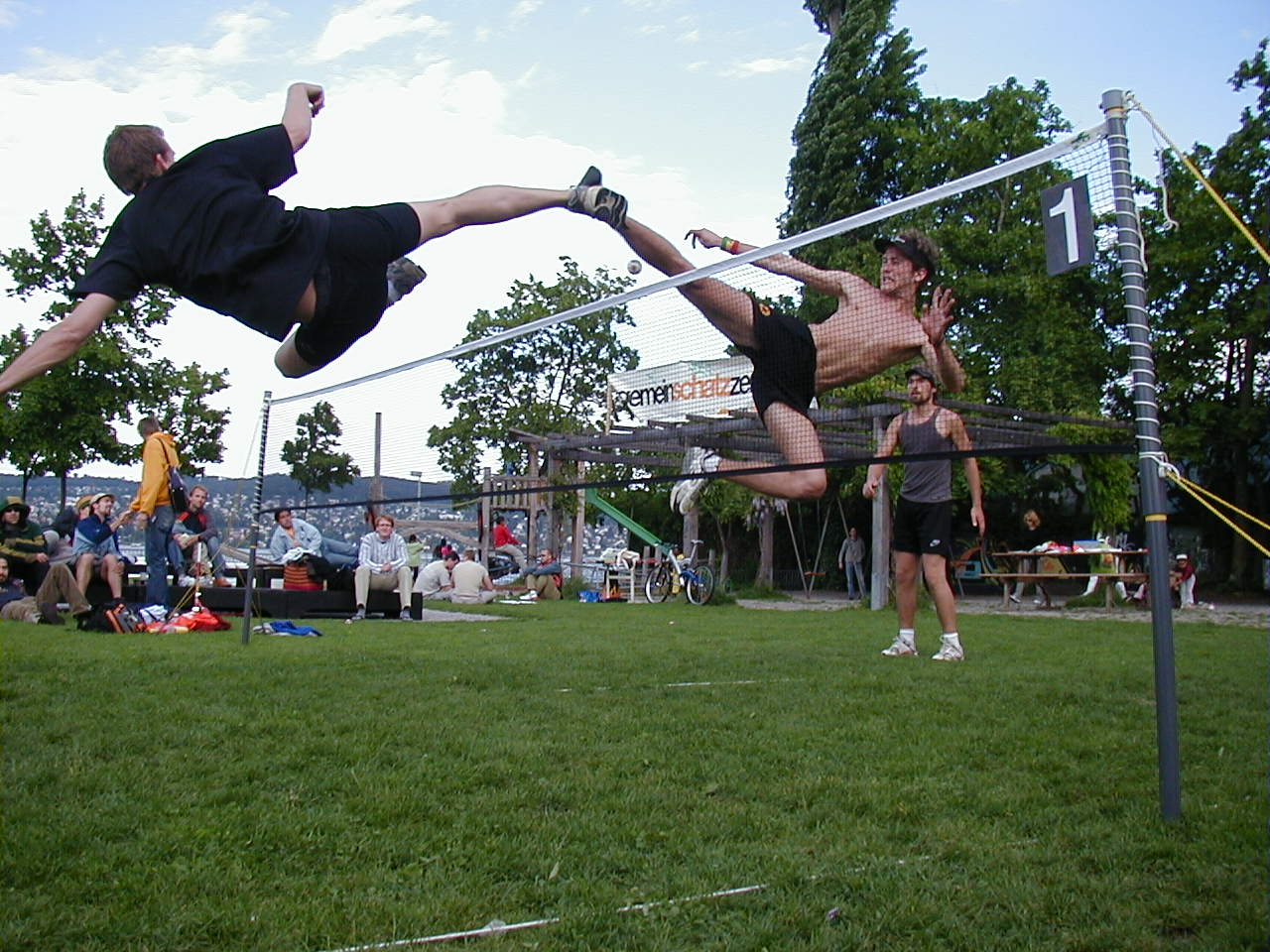
Footbag-Netz

Footbag übers Netz wird auf einem Spielfeld ausgeübt, das die Maße eines Badmintonfeldes hat: Die Größe des Feldes beträgt 6,1 m (20 Fuß) in der Breite, in der Mitte durch die „Center Line“ in zwei Hälften geteilt, und 13,41 m (22 Fuß) in der Länge, in der Mitte durch das Netz in zwei weitere Hälften geteilt, damit 4 gleich große Quadrate („serving quadrants“) gebildet werden. Für jede Seite wird das rechte Serving Quadrant als „even side“ (in Deutsch: gerade Seite) und das linke als „odd side“ (in Deutsch: ungerade Seite) betrachtet. Die Netzhöhe beträgt 1,52 m (5 Fuß). Der Netz-Footbag ist im Gegensatz zum Freestyle-Footbag prall und hart und hat einen Durchmesser von etwa 6 cm. Der Footbag darf nur unterhalb des Knies gekickt werden, alle anderen Kontakte mit dem Körper werden als Upper-Body-Foul bezeichnet. Berührt ein Spieler das Netz, handelt es sich um ein Net-Equipment-Foul. Berührt ein Spieler den Gegner auf dessen Spielfeldseite, handelt es sich um ein Contact-Foul (Net-Plane-Foul).
Es gibt zwei Netz-Variationen: Doppel und Einzel. Beim Doppel dürfen die beiden Spieler eines Teams den Ball maximal dreimal berühren, um diesen letztlich ins Spielfeld des gegnerischen Teams zu spielen (kicken). Beim Einzel darf der Spieler den Ball hingegen nur zweimal berühren. Gespielt wird um Punkte, wobei es zwei verschiedene Punktzählung (Scoring) gibt: Im Rally-Scoring-Modus wird jeder Punkt gezählt, egal wer Aufschlag hat, während im Sideout-Scoring-Modus nur das Team, das die Angabe spielt, einen Punkt erzielen kann. Gewinnt das gegnerische Team den Ballwechsel, kommt es zu einem Angabenwechsel. Die Angaben (Serves) erfolgen von der Grundlinie aus diagonal ins gegnerische Feld.
Bei Rally-Scoring werden die Sätze bis zu 15 oder 21 Punkten gespielt, beim Sideout-Scoring geht ein Satz bis zu 11 oder 15 Punkten.
Die besondere Kunst beim Footbag-Netz liegt vor allem im Saven, Setten und Spiken: Als Saven bezeichnet man das Retten eines Schmetterballs vor dessen Auftreffen auf dem eigenen Spielfeld, um damit den Ball „im Spiel zu halten“. Sets sind meist hohe, parabelförmige Vorlagen für den Teampartner (im Doppel) oder für sich selbst (im Einzel), die einen Spike ermöglichen. Spikes sind Schmetterbälle verschiedenster Art. Dabei wird der Ball oberhalb der Netzkante, also auf einer Höhe von 1,52 bis 2 Meter, ins gegnerische Feld gekickt.
Verwandte Sportarten sind das in Südostasien weit verbreitete Sepak Takraw sowie der vor allem in China gespielte Federfußball.

### Footbag Freestyle

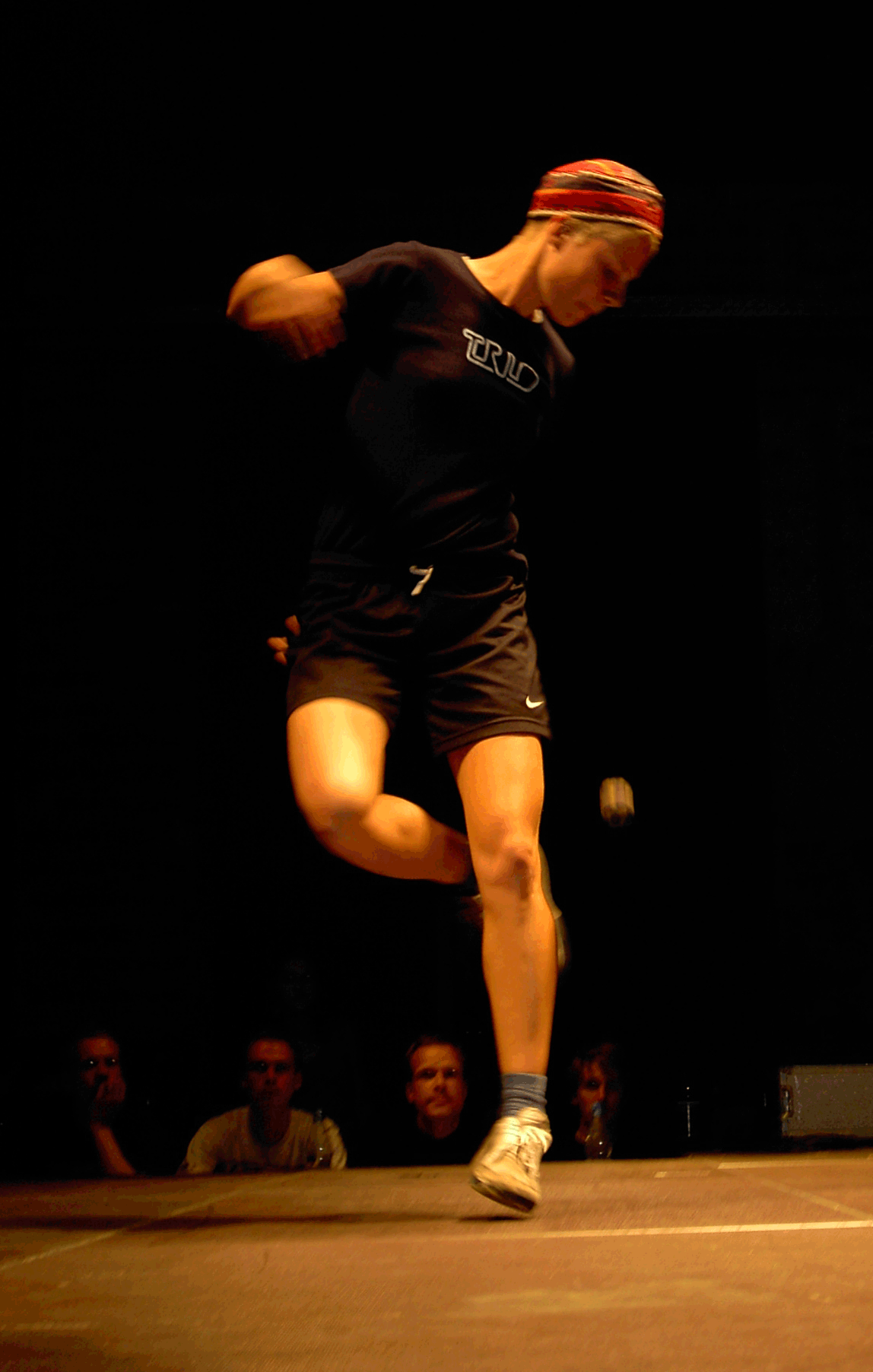
Footbag-Spielerin in Aktion

Beim Freestylefootbag geht es darum, möglichst viele, möglichst schwierige Kunststücke mit dem Bag durchzuführen, ohne dass dieser dabei herunterfällt. Bei der Wahl seiner Kunststücke (Tricks) ist der Spieler völlig frei. Bei der heutzutage jedoch gebräuchlichsten Form des Freestyles fangen die Spieler den Bag vor und nach jedem Trick kurz auf (Stall oder Delay). Dieses Auffangen kann mit jedem Körperteil außer mit der Hand geschehen, die häufigste Form ist das Auffangen des Bags auf den Zehen oder auf der Fußinnenseite. Beinahe alle Tricks, die Spieler auf Turnieren verwenden, beginnen und enden auf diesen Oberflächen.
Dieser Modus wird sowohl bei Meisterschaften als auch auf Straßen, Plätzen und Schulen gespielt und ist damit eine der vielseitigsten Disziplinen.
Es gibt die verschiedenen Bezeichnungen der Bestandteile des Tricks:
- Delay (del)
- Dexterity (dex)
- Unusual Surface (uns)
- Body (bod)
- Crossbody (xbd)

In den Meisterschaften gilt es, eine Choreographie (auch Routine genannt) zu einem selbst gewählten Musikstück vorzuführen. Folglich zeigen die Freestyler im Rhythmus diverse Tricks. Eine Kür dauert je nach Turnierregeln zwischen 1,5 und 2 Minuten. Choreographien (Routines) werden entweder alleine oder zu zweit (Doubles) vorgeführt. Die besten Spieler schaffen es, dass während ihres gesamten Auftritts der Bag kein einziges Mal auf den Boden fällt (dropless).
Beurteilt werden die Darbietungen aufgrund ihrer technischen (technical merit) und artistischen (artistic merit) Komponente.
Kicks
Es gibt drei grundlegende Freestyle-Kicks:
- Inside-kick: Kick mit der Innenseite des Schuhes/Fußes
- Outside-kick: Kick mit der Außenseite des Schuhes/Fußes
- Toe-kick: Kick mit der Oberseite des Schuhes/Fußes

Stalls/Delays
Man stoppt den Footbag einen Moment auf einem bestimmten Körperteil. Sie werden benutzt, um den Beginn oder den Schluss eines Tricks zu zeigen. Es gibt sehr viele, hier die wichtigsten:
- Toe-stall/delay: Der Footbag wird mit der Oberseite des Schuhes/Fußes aufgefangen. (Für gewöhnlich der erste Trick, den man lernt)
- Inside-stall/delay: Der Footbag wird mit der Innenseite des Schuhes/Fußes aufgefangen.
- Outside-stall/delay: Der Footbag wird mit der Außenseite des Schuhes/Fußes aufgefangen.
- Clipper-stall/delay: Der Footbag wird mit dem rechten Schuh/Fuß aufgefangen, welcher hinter dem Körper gekreuzt ist.

Dexterities (Umkreisung)
- Around the world: Der Footbag wird mit einem Fuß hochgespielt, mit demselben Fuß umkreist (horizontal) und mit dem gleichen Fuß wieder aufgefangen (Toe-stall).
- Legover: Der Footbag wird mit Fuß A hochgespielt, mit Fuß B umkreist (von außen nach innen) und mit Fuß B aufgefangen.
- Mirage: Der Footbag wird mit Fuß A hochgespielt, mit Fuß B umkreist (von innen nach außen) und mit Fuß A wieder aufgefangen.
- Pickup: Der Footbag wird mit Fuß A hochgespielt, mit Fuß B umkreist (von innen nach außen) und Fuß B aufgefangen.
- Butterfly: Der Footbag wird hochgespielt. Die Flugbahn führt zwischen den Beinen hindurch und er wird mit der Fußinnenseite (Fuß hinter Körper gekreuzt) wieder aufgefangen (Clipper stall).

Andere Komponenten
- Spins
- Ducks
- Symposium
- Kneeing

### Footbag Circle
Hier geht es darum, mit mindestens zwei Spielern den Ball einfach so lange wie möglich (mit allen Körperteilen außer den Händen) in der Luft zu halten. Circle ist keine Weltmeisterschaftsdiziplin. Das Spielen in einem Circle (auch Hack-Circle genannt) ist die am weitesten verbreitete Form des Footbag-Spielens, die allermeisten Spieler hatten ihre erste Begegnung mit einem Footbag in einem Circle. Vor allem auf Pausenhöfen und in Parks erfreut sich diese Version des Footbags großer Beliebtheit. Schafft es eine Gruppe, dass jeder Mitspieler des Circles den Footbag einmal berührt, ohne dass dieser auf den Boden gefallen ist, spricht man von einem „Full-Hack“.
Der bisher größte Footbag-Circle bestand aus insgesamt 946 Personen.

### Footbag Battlesack
Unter Battlesack versteht man eine Abwandlung des Circle, bei der nicht miteinander, sondern gegeneinander gespielt wird. Ein Spieler bringt den Footbag ins Spiel und passt ihn zu einem anderen Spieler, der ihn ebenfalls weitergibt. Der dritte Spieler, der den Footbag erhält bzw. ihn unter seine Kontrolle bringt, darf damit auf die anderen Spieler schießen. Berührt der Footbag daraufhin einen der anderen Spieler und fällt danach zu Boden, gilt dies als Treffer und der angeschossene Spieler erhält einen Maluspunkt. Gelingt es jedoch dem angeschossenen oder einem anderen Spieler, den geschossenen Footbag anzunehmen, bevor er den Boden berührt, darf dieser Spieler damit seinerseits auf die anderen Spieler schießen. Battlesack ist keine Weltmeisterschaftsdiziplin.

### Footbag Foursquare

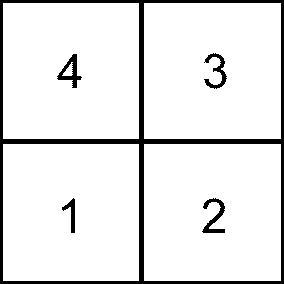
Aufbau eines Foursquare-Spielfelds

Foursquare ist eine Spielvariante, die man häufig in den USA auf Schulhöfen oder Plätzen beobachten kann. Das Spielfeld ist ein Quadrat, das in vier Kleinere geteilt wird. Der Spieler im „letzten“ Spielfeld wirft einem der Anderen den Footbag zu und startet somit das Spiel. Dabei scheidet der Spieler aus, der den Bag in seinem Spielfeld liegen hat oder ihn aus dem Spielfeld befördert – dann rücken alle eins auf, und ins erste Spielfeld kommt ein neuer Spieler. Punkten kann nur der Spieler im letzten Spielfeld – und zwar immer dann, wenn ein anderer Spieler ausscheidet. Foursquare ist keine Weltmeisterschaftsdiziplin, wird aber auf immer mehr Turnieren als Zusatzdisziplin angeboten.

### Footbag Dance
Hierbei spielt man, ohne feste Regeln, in einem tanzähnlichen Rhythmus mit anderen. Dance, auch Bloughchi genannt, hat sich als Gegenstück zu den regelstarken Footbagvarianten entwickelt, die von der World Footbag Association unterstützt werden. Sie entstand in der frühen Entwicklung der Sportart. Dance ist eine Erweiterung des Circle-Kickings, die auf den Wettkampfcharakter der offiziellen Disziplinen verzichtet und sich auf den Aspekt des gemeinsamen Spiels konzentriert.
Ziel ist es, gemeinsam mit Mitspielern den Bag nicht nur in der Luft zu halten, sondern einen gemeinsamen Rhythmus zu entwickeln und den ganzen Raum zum Spielen zu benutzen. Es werden alle Körperteile dafür gebraucht. Es wird auch vor allem auf die Stalls/Delays vom Freestyle verzichtet.
Dance ist keine Weltmeisterschaftsdiziplin.

### Footbag Consecutive
Es geht darum, den Footbag so oft und so lange wie möglich (alleine oder zu zweit) in der Luft zu halten. Der Rekord im zeitlich unbeschränkten „Kicken“ liegt bei 63.326 Berührungen des Bags mit dem Fuß. Außerdem gibt es das sogenannte timed consecutive, wo es gilt, in einer bestimmten Zeit möglichst viele Berührungen zu erreichen. Consecutive ist keine offizielle Disziplin der Weltmeisterschaften.

### Footbag Golf
Wie beim Golfen werden Ziele ausgesucht, in die der Bag gekickt werden muss. Das kann ein aufgestellter Eimer sein, eine Parkbank oder einfach ein bestimmter Pflasterstein auf der Straße. Beim Footbag-Golf darf der Bag aus den Händen fallen gelassen werden, muss also nicht mit dem Fuß direkt vom Boden gekickt werden. Auf vielen Footbag Turnieren wird auch Footbag-Golf gespielt, dabei erstrecken sich die „Kurse“ oft über mehrere Löcher, die mitunter quer über den gesamten Veranstaltungsort und auch darüber hinaus angelegt sind. Beim Golf zahlt es sich aus, wenn man über ein reichhaltiges Footbagsortiment verfügt. Harte Netzbags für weite Kicks, und weiche Sandbags für präzise Schüsse.
Jeder Spieler versucht, mit möglichst wenigen Versuchen den Parkour zu beenden. Man beginnt bei einem Abschlagplatz und kickt den Bag in Richtung des entsprechenden Loches. Wenn nicht schon ins Loch getroffen wurde, wird von der Stelle weitergespielt, wo der Footbag liegen blieb. Das Standbein steht dann an dieser Stelle. Für jeden Tritt/Kick darf aus dem Bagsortiment ausgewählt werden. Der Bag darf nicht auf dem Fuß balanciert werden, sondern muss gekickt werden und darf den Fuß nur kurz berühren. Kann der Bag von einem Ort aus nicht weitergespielt werden, wird der Bag in eine spielbare Position gebracht, der Spieler erhält dafür jedoch einen Strafpunkt.

## Regelwerk
Das offizielle Regelwerk kann auf der Webseite der International Footbag Players' Association eingesehen werden.